# Бейли-Гамильтон, Джордж, 10-й граф Хаддингтон
Джордж Бейли-Гамильтон, 10-й граф Хаддингтон (англ. George Baillie-Hamilton, 10th Earl of Haddington; 14 апреля 1802 — 25 июня 1870) — шотландский пэр и консервативный политик. Он был известен как Джордж Бейли с 1802 по 1858 год.

## Биография
Родился 14 апреля 1802 года. Он был крещен 28 мая 1802 года в Эрлстоне, Берикшир, Шотландия. Сын Джорджа Бейли (1763—1841) из Джервисвуда и Меллерстэйна и Мэри Прингл, дочери сэра Джеймса Прингла из Стикилла, 4-го баронета, и Элизабет Маклеод. Младший брат — Чарльз Бейли, лорд Джервисвуд (1804—1879).
Его отец, Джордж Бейли, был вторым сыном Джорджа Бейли из Меллерстейн-хауса и Джервисвуда (1763—1841), сына достопочтенного Джорджа Гамильтона, младшего брата Томаса Гамильтона, 7-го графа Хаддингтона (1721—1794).
1 декабря 1858 года после смерти своего троюродного брата, Томаса Гамильтона, 9-го графа Хаддингтона (1780—1858), Джордж Бейли-Гамильтон унаследовал титулы 10-го графа Хаддингтона (Пэрство Шотландии), 10-го лорда Байреса и Биннинга (Пэрство Шотландии) и 10-го лорда Биннинга (Пэрство Шотландии).
24 марта 1859 года Джордж Бейли получил королевское разрешение на дополнительную фамилию «Бейли-Гамильтон».
Шотландский пэр-представитель в Палате лордов Великобритании (1859—1870), заместитель лейтенанта графства Хаддингтоншир, лорд в ожидании (правительственный кнут в Палате лордов) в правительствах графа Дерби и Бенджамина Дизраэли (1867—1868), лорд-верховный комиссар Генеральной ассамблеи Церкви Шотландии (1867—1868).
Лорд Хаддингтон скончался в поместье Тайнингем 25 июня 1870 года в возрасте 68 лет.

## Брак и дети
16 декабря 1824 года Джордж Бейли-Гамильтон женился на Джорджине Маркем (ок. 1802 — 26 февраля 1873), дочери достопочтенного Роберта Маркема, архидьякона Йоркского. У супругов было девять детей:
- Джордж Бейли-Гамильтон-Арден, 11-й граф Хаддингтон (26 июля 1827 — 11 июня 1917)[1], старший сын и преемник отца.
- Достопочтенный Роберт Бейли-Гамильтон (8 октября 1828 — 5 сентября 1891)[1], депутат от Берикшира
- Достопочтенный Клифтон Бейли-Гамильтон (5 марта 1831 — 3 апреля 1857)
- Коммандер достопочтенный Генри Бейли-Гамильтон (20 августа 1832 — 20 ноября 1895)[1]
- Достопочтенный Перси Бейли-Гамильтон (род. 1835 и умер в младенчестве)
- Преподобный Достопочтенный Артур Бэйли-Гамильтон (16 февраля 1838 — май 1910)[1], викарий Бэдли
- Леди Мэри Бейли-Гамильтон (? — 29 марта 1904), в 1855 году она вышла замуж за преподобного Генри Дугласа (1822—1907), ректора Ханбери
- Леди Фрэнсис Бейли-Гамильтон (род. 30 сентября 1829)[1]
- Леди Джорджина Бейли-Гамильтон (1839 — 17 января 1928)[1], в 1861 году она вышла замуж за сэра Гарри Фоли Вернона, 1-го барона из Ханбери-холла.